# Clásica de San Sebastián 1993
La 13º edición de la Clásica de San Sebastián se disputó el 7 de agosto de 1993, por un circuito por Guipúzcoa con inicio y final en San Sebastián, sobre un trazado de 238 kilómetros. La prueba perteneció a la Copa del Mundo
El ganador de la carrera fue el italiano Claudio Chiappucci (Carrera), que se impuso en solitario en la llegada a San Sebastián. Los también italianos Gianni Faresin (ZG Mobili) y Alberto Volpi (Mecair-Ballan) fueron segundo y tercero respectivamente.

## Clasificación final
| Posición | Ciclista           | Equipo        | Tiempo   |
| -------- | ------------------ | ------------- | -------- |
| 1        | Claudio Chiappucci | Carrera       | 5h47'51" |
| 2        | Gianni Faresin     | ZG Mobili     | a 2"     |
| 3        | Alberto Volpi      | Mecair-Ballan | a 24"    |
| 4        | Iñaki Gastón       | CLAS-Cajastur | s. T.    |
| 5        | Marco Giovannetti  | Eldor-Viner   | s. T.    |
| 6        | Bo André Namdvedt  | Subaru        | a 31"    |
| 7        | Bruno Cornillet    | Novemail      | s. T.    |
| 8        | Maurizio Fondriest | Lampre-Polti  | s. T.    |
| 9        | Massimo Ghirotto   | ZG Mobili     | s. T.    |
| 10       | Stefano Colagè     | ZG Mobili     | s. T.    |